# Julius Paulus
Julius Paulus was een invloedrijk Romeins rechtsgeleerde en prefect van de pretoriaanse garde onder het gezag van keizer Severus Alexander. Hij was een van de vijf juristen naar wie volgens de citeerwet (426 AD) door de rechter altijd gekeken moest worden om een beslissing te kunnen nemen. Verder is ongeveer een zesde van de Digesten van zijn hand.

## Biografie
Er is weinig bekend over het leven van Paulus. Hij was van Griekse afkomst, geboren in een onbekende Fenicische stad of in Patavium (Padua). De mogelijkheid dat Paulus uit Patavium komt is gebaseerd op het feit dat een standbeeld gewijd aan een zekere Paulus in Padua is gevonden.
Tijdens het bewind van keizer Septimius Severus en Caracalla diende Paulus als jurist. Hij werd verbannen door keizer Elagabalus, maar teruggeroepen uit ballingschap door zijn opvolger, keizer Severus Alexander. Severus en zijn moeder, Julia Avita Mamaea, benoemden Paulus in 222 tot een van de belangrijkste adviseurs van de keizer. Tussen 228 en 235 werd Paulus prefect van de pretoriaanse garde. Door zijn voorzichtig politiek karakter en mening, werd hem door keizer Gordianus III de titel Prudentissimus (inzichtelijke) toegewezen.
De naar Julius Paulus vernoemde actio pauliana is nog steeds aanwezig in de Europese wetgeving al dan niet onder die naam.